# Hoya nicholsoniae
Hoya nicholsoniae är en oleanderväxtart som beskrevs av Ferdinand von Mueller. Hoya nicholsoniae ingår i släktet Hoya och familjen oleanderväxter. Inga underarter finns listade i Catalogue of Life.